# Maíz transgénico

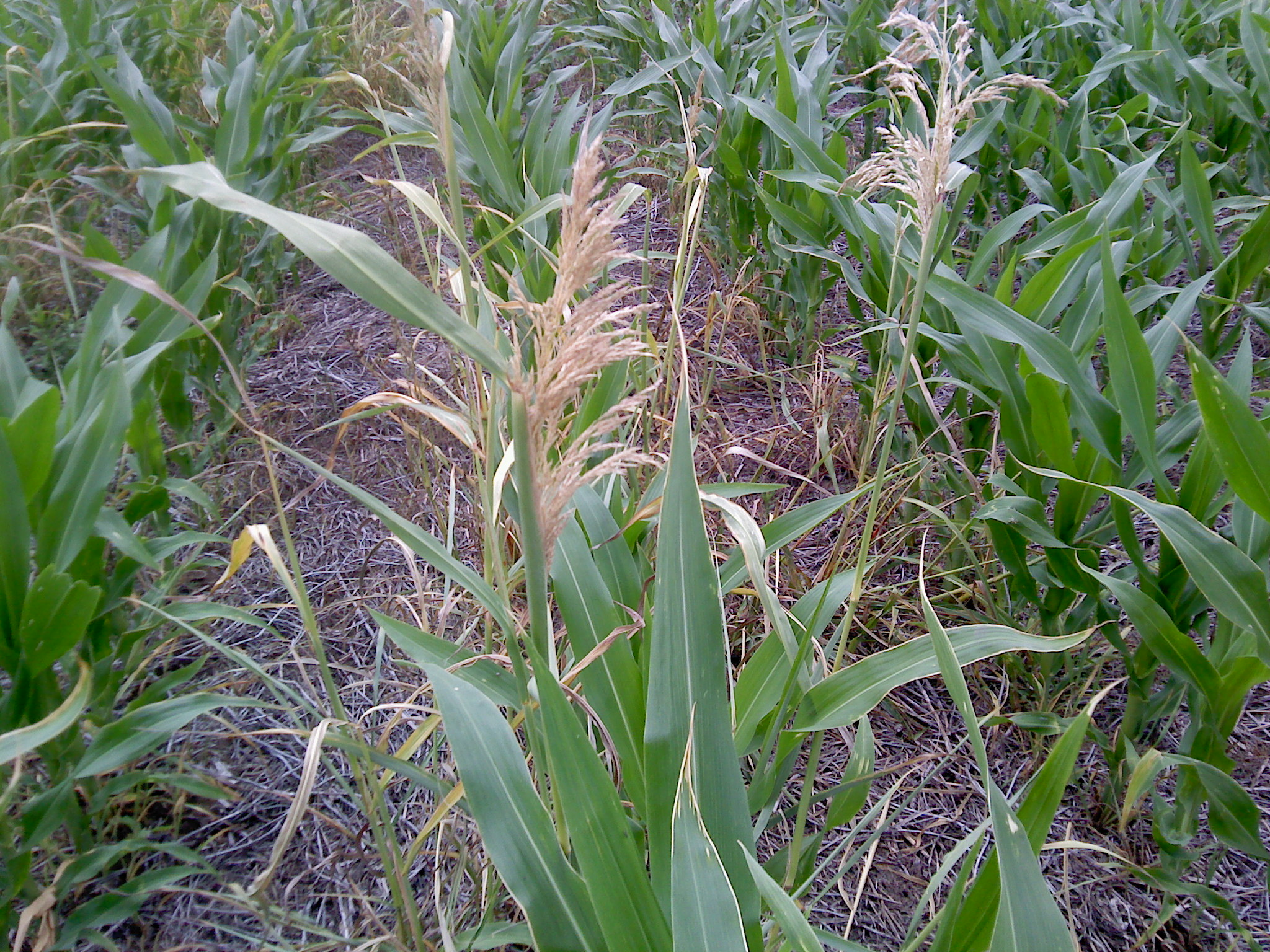
Cultivo de Maíz RR fumigado con glifosato.

Se denomina maíz transgénico a cualquier variedad de maíz modificado mediante técnicas de ingeniería genética para que exprese genes de otros organismos, tenga un crecimiento acelerado o un tamaño más grande.

## Maíz RR o resistente a glifosato
El maíz RR (Roundup Ready) es un tipo de maíz transgénico resistente al herbicida glifosato (Liberty y Roundup). Se creó para combatir malezas como el sorgo de Alepo que retardan el desarrollo del maíz en cultivos intensivos. Las variedades de maíz resistentes al glifosato fueron comercializadas por primera vez en 1996 por Monsanto.
Pioneer Hi-Bred también ha comercializado híbridos de maíz tolerantes al herbicida imidazolina bajo la marca "Clearfield", sin embargo en estos híbridos la tolerancia a herbicida se incorporó a las variedades mediante selección de cultivos tisulares y la acción del mutágeno metanosulfonato de etilo y no mediante ingeniería genética. Por este motivo, la regulación por parte de las autoridades sobre aprobación, uso y consumo de maíz transgénico no se aplica para el maíz tolerante a imidazolina.
Actualmente se cultiva en 14 países. Hasta 2012, se autorizó la importación en la Unión Europea de 26 variedades de maíz transgénico resistente a herbicida. aunque esas importaciones siguen siendo controvertidas, en 2012 la Unión Europea informó de la importación de 30 millones de toneladas anuales de cultivos GM.
En enero de 2013, la European Food Safety Authority publicó todos los datos presentados por Monsanto en relación con la autorización de 2003 de maíz RR.

## Maíz resistente a virus
En 2007, investigadores de Sudáfrica anunciaron la producción de una variedad de maíz resistente al virus del rayado fino del maíz (MSV). Esta variedad está todavía en fase de investigación y desarrollo.

## Resistencias combinadas
Hay híbridos transgénicos de ambas resistencias a pestes y a herbicidas.
Este maíz se reproduce naturalmente, pues hay seguramente escape de polen transgénico. Se han observado abejas obteniendo polen de maíz transgénico.